# Saint-Martin-de-May
Saint-Martin-de-May est une commune nouvelle française qui existe depuis le 1er janvier 2025 dans le département du Calvados et la région Normandie. Elle résulte de la fusion des communes de May-sur-Orne et de Saint-Martin-de-Fontenay.

## Géographie

### Hydrographie
La commune est située dans le bassin Seine-Normandie. Elle est drainée par l'Orne, la Laize et divers autres petits cours d'eau,.
L'Orne, d'une longueur de 170 km, prend sa source dans la commune d'Aunou-sur-Orne et se jette  dans l'embouchure de l'Orne à Merville-Franceville-Plage, après avoir traversé 60 communes. Les caractéristiques hydrologiques de l'Orne sont données par la station hydrologique située sur la commune. Le débit moyen mensuel est de 23,8 m3/s. Le débit moyen journalier maximum est de 442 m3/s, atteint lors de la crue du 6 janvier 2001. Le débit instantané maximal est quant à lui de 477 m3/s, atteint le même jour.

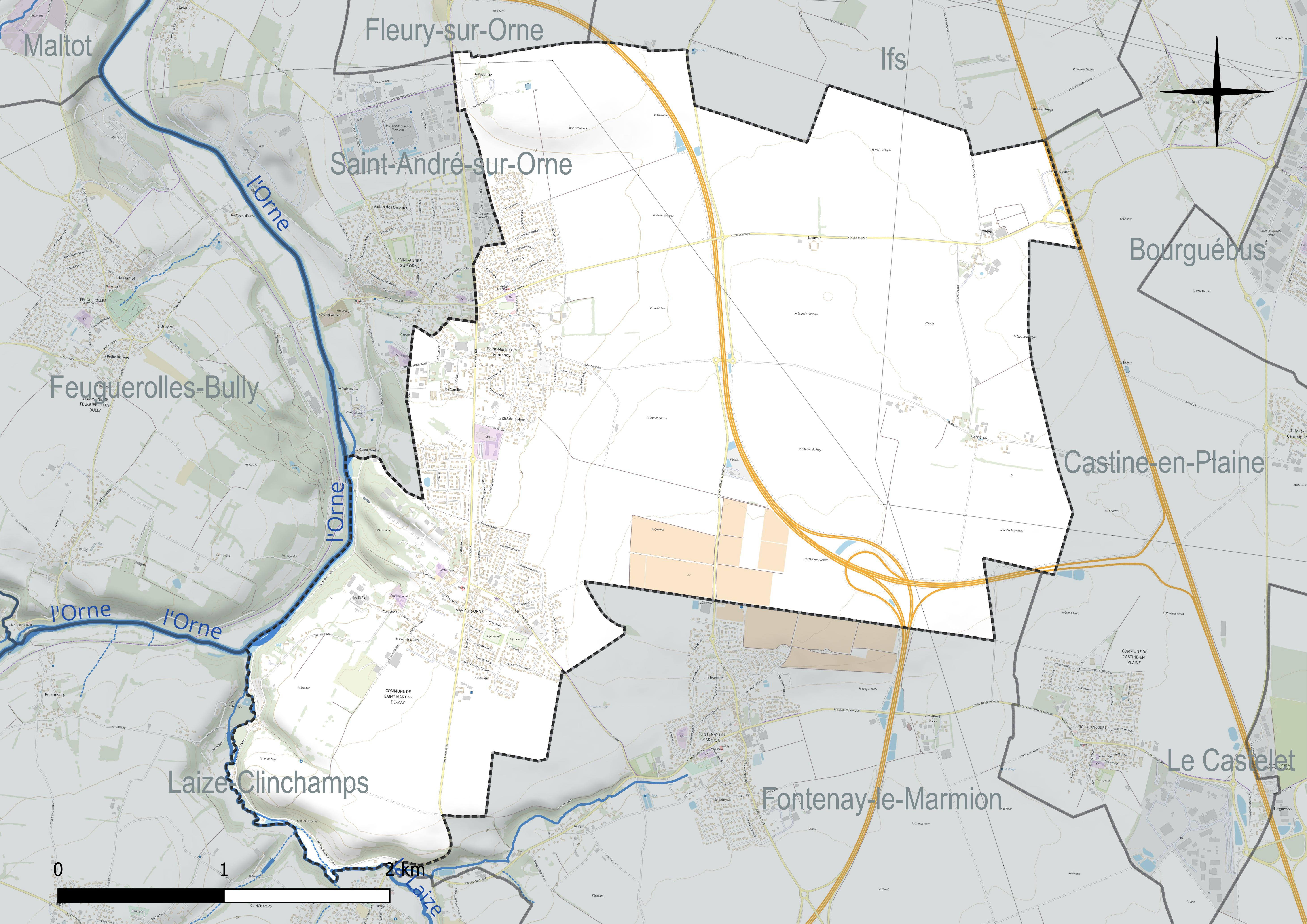
Réseau hydrographique d'Saint-Martin-de-May.

La Laize, d'une longueur de 32 km, prend sa source dans la commune de Martigny-sur-l'Ante et se jette  dans l'Orne à Laize-Clinchamps, après avoir traversé 15 communes. Les caractéristiques hydrologiques de la Laize sont données par la station hydrologique située sur la commune de Fresney-le-Puceux. Le débit moyen mensuel est de 1,05 m3/s. Le débit moyen journalier maximum est de 10,5 m3/s, atteint lors de la crue du 18 janvier 2024. Le débit instantané maximal est quant à lui de 21,7 m3/s, atteint le 4 janvier 2018.

## Urbanisme

### Typologie
Au 1er janvier 2024, Saint-Martin-de-May est catégorisée ceinture urbaine, selon la nouvelle grille communale de densité à 7 niveaux définie par l'Insee en 2022. Elle appartient à l'unité urbaine de Saint-Martin-de-May, une agglomération intra-départementale dont elle est ville-centre,. Par ailleurs la commune fait partie de l'aire d'attraction de Caen, dont elle est une commune de la couronne,. Cette aire, qui regroupe 294 communes, est catégorisée dans les aires de 200 000 à moins de 700 000 habitants,.

## Histoire
La commune est créée le 1er janvier 2025 à la suite d'un arrêté préfectoral du 30 septembre 2024 par la fusion des communes de May-sur-Orne et de Saint-Martin-de-Fontenay. Le chef-lieu de la commune nouvelle est fixé à la mairie de l'ancienne commune de May-sur-Orne.

## Politique et administration
Jusqu'aux prochaines élections municipales françaises de 2026, le conseil municipal de la commune nouvelle est constitué de l'ensemble des membres en exercice des conseils municipaux des deux communes fondatrices.

### Liste des maires
| Période      | Période                       | Identité         | Étiquette | Qualité                                                                     |
| ------------ | ----------------------------- | ---------------- | --------- | --------------------------------------------------------------------------- |
| janvier 2025 | En cours (au 10 janvier 2025) | Jean-Luc Mottais | HOR       | Chef de projets au conseil régional Maire délégué de May-sur-Orne (2025 → ) |

### Communes déléguées
| Nom                      | Code Insee | Intercommunalité                  | Superficie (km2) | Population (dernière pop. légale) | Densité (hab./km2) |
| ------------------------ | ---------- | --------------------------------- | ---------------- | --------------------------------- | ------------------ |
| May-sur-Orne (siège)     | 14408      | CC Vallées de l'Orne et de l'Odon | 3,49             | 2 017 (2022)                      | 578                |
| Saint-Martin-de-Fontenay | 14623      | CC Vallées de l'Orne et de l'Odon | 10,72            | 2 511 (2022)                      | 234                |

## Population et société

### Démographie
L'évolution du nombre d'habitants est connue à travers les recensements de la population effectués dans la commune depuis sa création.

En 2022, la commune comptait 4 528 habitants.
| 2021  | 2022  |
| ----- | ----- |
| 4 532 | 4 528 |